# Claudius Wilkens
Claudius Edward Theodor Wilkens (født 28. januar 1844 i Harte ved Kolding, død 7. maj 1929) var en dansk filosof. 
Efter at have været skriver på et herredskontor blev han 1864 student og kastede sig straks over studiet af filosofien, hvori han 1869 tog magisterkonferens. Han var stærkt påvirket af Rasmus Nielsen, men allerede hans doktordisputats Erkendelsens Problem' (1875) viser en modsætning til den Nielsenske efterromantik, idet Wilkens her vil give en erkendelsesteori, der forbinder kriticismens undersøgelser af erkendelsens forudsætninger og grænser med positivismens empiriske metode. Foruden i erkendelsesteorien har Wilkens navnlig på to andre betydningsfulde områder, sociologiens og æstetikkens, hævdet erfaringens ret og arbejdet på en kritisk uddybelse af eksakte problemer. 
På grundlag af psykologiske og nationaløkonomiske studier udarbejdede han sit skrift: Liv, Nydelse, Arbejde, I—III (1874—76) og gav derefter en mere sammentrængt fremstilling af sociologien i Samfundslegemets Grundlove (1881), der sidst er blevet fulgt af skriftet: Det produktive Samfund (1904). Også sine undersøgelser i æstetikken grunder Wilkens på erfaringen. I Æstetik i Omrids (1887) arbejder han væsentlig i den retning, Fechner anviste; gennem psykologisk analyse finder han det æstetisk virkende i dets hovedformer, og i sit skrift: Poesien (1893) har han med fin forståelse for digtekunsten anvendt resultaterne af sine æstetiske forskninger på poetikkens område. Wilkens har desuden arbejdet på andre filosofiske områder, blandt andet givet en kort fremstilling af pædagogikken. 
Efter at have virket som docent ved Københavns Universitet fra 1883 udnævntes han 1897 til professor i filosofi og sociologi; som 
vejledning for sine elever til filosofikum udgav han en kort fremstilling af de filosofiske problemer og retninger: Filosofisk Propædeutik (1904). Her, som i de tidligere værker, skimtes bag hans hævdelse af den erfaringsmæssige metode en metafysisk eller idealistisk baggrund, der navnlig viser tilbage til Lotze, og som endnu bevarer en vis historisk forbindelse mellem Wilkens' og Rasmus Nielsens filosofi. Hans interesse for de sociale problemer og hele hans humane sind gav sig praktiske udslag på mangfoldige måder; særlig har han virket i fattigkommissionen og alderdomsunderstøttelsesudvalget for Frederiksberg Kommune. Han fratrådte sit embede 1918 og privatiserede siden uden særlig produktion.